# Hudson (New York)
Hudson is een plaats (city) in de Amerikaanse staat New York, en valt bestuurlijk gezien onder Columbia County. De naam is afgeleid van de Engelse ontdekkingsreiziger in Nederlandse dienst Henry Hudson, die in 1609 voorbij deze plek voer, op zoek naar een nieuwe route naar Indië.

## Demografie
Bij de volkstelling in 2000 werd het aantal inwoners vastgesteld op 7524.
In 2006 is het aantal inwoners door het United States Census Bureau geschat op 6985, een daling van 539 (-7.2%).

## Geografie
Volgens het United States Census Bureau beslaat de plaats een oppervlakte van
6,0 km², waarvan 5,6 km² land en 0,4 km² water.

## Plaatsen in de nabije omgeving
De onderstaande figuur toont nabijgelegen plaatsen in een straal van 8 km rond Hudson.